# Murowany Koszar
Murowany Koszar (słow. Košiar, niem. Koschar, Gemauerter Koschar, węg. Kosár) – szczyt w masywie Szerokiej Jaworzyńskiej o wysokości 1870 m n.p.m., w słowackich Tatrach Wysokich. Znajduje się w bocznej grani odchodzącej na północny wschód od tegoż szczytu, pomiędzy Świstową Górą a Suchym Wierchem Jaworowym oddzielonym szerokim, bezleśnym siodłem Suchej Przełęczy Jaworowej.
Murowany Koszar jest szczytem zwornikowym, odchodzi od niego na północny zachód niewielka grań, która stanowi wschodnie ograniczenie Doliny Świstowej Jaworzyńskiej – odnogi Doliny Szerokiej. W drugiej grani odchodzącej od wierzchołka Murowanego Koszaru na północny wschód znajduje się Murowana Skała. Jest to urwisko skalne z kilkoma jaskiniami, m.in. Jaskinią nad Jaworem, Niedźwiedzią i Ciasną.
Nazwa Murowanego Koszaru (koszar, w tym przypadku znaczy szałas) pochodzi najprawdopodobniej od jakiegoś dawnego szałasu. Być może znajdował się on na polanie Jaworzynce.
Murowany Koszar nie jest dostępny dla turystów i nie prowadzą na niego żadne znakowane szlaki turystyczne. Nie jest to spowodowane trudnym dostępem do szczytu, lecz tym, że leży w rezerwacie ścisłym TANAP-u. Wejścia od strony Doliny Jaworowej lub Doliny Świstowej Jaworzyńskiej nie są trudne.
Już dawniej na szczyt wchodzili myśliwi spiscy i podhalańscy, gdyż jest on łatwo dostępny i znajdował się w ówczesnych, szeroko znanych terenach myśliwskich. Nie ma dokładnych danych o pierwszych wejściach, ponieważ myśliwi pozostawali anonimowi, w żaden sposób nie dokumentowali swoich wejść.